# Ædelkoral
Ædelkoral eller Rød Koral er betegnelsen for arterne af de stærkt rødfarvede koraldyr af slægten Corallium, mest kendt for deres rødfarvede skelet, brugt til smykkefremstilling siden antikken, især Middelhavsarten Corallium rubrum. Ædelkoralernes fremkomster er blevet så udplyndret og overhøstet, at koral trues af udryddelse i Middelhavet men også rovplyndring i Asien) samt forurening. Rødkoral høstes stadig og indsamles til smykkefremstilling, til dekoration, til akvarier hvor den kan holdes levende, samt ulovligt som kalkholdigt byggemateriale og til brug i folkemedicin.
I 1722 opdagede havforskeren Peysonnel, at rødkoral hørte til i dyreriget - før i tiden troede man fejlagtigt, at rødkoral var en plante, der blev forstenet i kontakt med luft, når taget op af vandet. Derfor var et gammel videnskabeligt navn for rødkoral også Litodendrum, stentræ på latin. På grund af den røde farve troede grækerne i antikken, at rødkoral var forstenet blod af Medusa-Gorgonen med det forstenende blik, dengang Perseus halshuggede hende, hvor hendes blod rendte ned i havet og størknede i nogle alger. På grund af denne græske myte hed ædekoral-arten også Gorgonia nobilis i optegnelser af Linnaeus 1789. I hedenske religioner var koral meget værdsat og brugt ikke kun som smykker, men også amuletter mod "det onde øje", mens kristne lånte koralets blodsymbolik fra oldgrækerne og mente, at rødkoral symboliserede Jesu-blod. Derfor brugtes koral i den kristne Middelalder meget gerne til kirkelig dekoration, smykker, krucifikser, og blev afbildet som koralsmykker på Madonna-billeder i italienske renæssance.

## Vækst, formering og forekomster
Ligesom andre koraldyr af ordenen Alcyonacea, vokser ædelkoral i kolonier på op til 1 meter i diameter, som små, forgrenede buske fra 5 til 20-30 cm, uden blade, bestående af calciumcarbonat-holdig skelet-struktur. Hos levende ædelkoral er skelettet dækket med et lag af et rødtfarvet hudsystem, hvorpå der vokser hvide, sammentrækkelige polypper med nældeceller, der lammer byttet (plankton), som rødkoral spiser. Hudsystemet er elastisk og består af synlige, aflange porer, som koraldyret suger og filterer vandet med.
 
Rødkoral er meget krævende og har brug for meget bestemt havmiljø for at kunne leve: undervandsskygge uden direkte sollys, saltindhold af konstant 40% salt samt så stillestående vand som muligt (ikke i store strømninger). Derfor gror rødkoral helst i undervandsgrotter, hvor det vokser nedad, eller i sprækker. 
 
Koraldyret formerer sig både aseksuelt og seksuelt ved at udskille de bittesmå befrugtede eller ubefrugtede larveæg (planuler) fra hun-polypperne. Larverne lever i planktonfasen i cirka en måned, hvor de flyder rundt i vandet indtil de finder passende undergrund at hæfte sig fast på; derefter udvikles skelettet og hudsystemet for at vokse op som fastgroede koraldyr.
Det mest kendte ædelkoral Corallium rubrum forekommer fra Middelhavet og Atlanterhavet helt ned til Cape Verde og Canarie-øerne, og rødkoralarter forekommer også i andre have, især tropiske, såsom i Koraltrekanten i Stillehavet, ud for Japans kyst, Malediverne, koralrev i Caribien og andre.

## Billeder af ædelkoraldyr
- Rødkoral i 27 meters dybde, Portofino, Italien
- De hvide polypper hos rødkoral, Det Liguriske Hav, Italien
- Rødkorallets grene fra Algeriets kyst.

## Arter
Følgende arter er kendte i Corallium slægten:
- Corallium abyssale Bayer, 1956
- Corallium bathyrubrum Simpson & Watling, 2011
- Corallium bayeri Simpson & Watling, 2011
- Corallium borneanse Bayer
- Corallium boshuense Kishinouye, 1903
- Corallium carusrubrum Tu, Dai & Jeng, 2012
- Corallium ducale Bayer
- Corallium elatius Ridley, 1882
- Corallium gotoense Nonaka, Muzik & Iwasaki, 2012
- Corallium halmaheirense Hickson, 1907
- Corallium imperiale Bayer
- Corallium johnsoni Gray, 1860
- Corallium kishinouyei Bayer, 1996
- Corallium konojoi Kishinouye, 1903
- Corallium laauense Bayer, 1956
- Corallium maderense (Johnson, 1899)
- Corallium medea Bayer, 1964
- Corallium niobe Bayer, 1964
- Corallium niveum Bayer, 1956
- Corallium occultum Tzu-Hsuan Tu et al., 2015
- Corallium porcellanum Pasternak, 1981
- Corallium pusillum Kishinouye, 1903
- Corallium regale Bayer, 1956
- Corallium rubrum (Linnaeus, 1758)
- Corallium secundum Dana, 1846
- Corallium sulcatum Kishinouye, 1903
- Corallium taiwanicum Tu, Dai & Jeng, 2012
- Corallium tricolor (Johnson, 1899)
- Corallium uchidai Nonaka, Muzik & Iwasaki, 2012
- Corallium vanderbilti Boone, 1933
- Corallium variabile (Thomson & Henderson, 1906)

## Koralfarve
Naturlig farve hos ædelkoraller stammer fra karoten-pigmenterne i skelettet og i hudlaget. Farven er typisk rød eller orange-rød, nogle gange også pink, og den karakteristiske afskygning af orange-rødt kaldes "koralrødt" eller "koralfarvet".  Der findes også hvide albino-forekomster. På engelsk brugtes betegnelsen coral som farve indikator siden år 1513. 

Farveværdierne for koralrødt er som følger: HEX=FF7F50,  RGB: r255,g127,b80 og CMYK: C0,M50,Y69,K0.

## Koralsmykker
Som smykkesten er de små koralgrene naturligt halvmatte, og kan let poleres til højglans efter at man fjerner koral-hudlaget. Ædelkoral har en relativ vægtfylde på 3.86 og hårdhed på 3,5 på Mohs skalaen (samme hårdhed som kobbermønter), som gør koral netop hård nok til at den ikke kan ridses eller skrabes med fingernegle, men blød nok til nemt at kunne files med metal, bores i og bearbejdes til perler og andre smykker. Ofte bevarer man den karakteristiske, aflange koral-gren-form ved blot at tilskære de små grene og polere dem uden at udskære eller dreje dem til andre former. De aflange afklip kan der bare bores hul i, så får man nemt de karakteristiske koral-halskæder og aflange koral-perler. Ofte vil man også bevare hele koral-busken på grund af dens dekorative form og blot indbefatte busken i ædelmetaller, træ og andet.
Takket være den bestandig røde farve og stor pynteværdi, har ædelkoral været høstet til smykkefremstilling siden antikken og man har fundet koral-smykker i grave fra det gamle Ægypten, samt i forhistoriske grave i Europa.

## Billeder af koralsmykker
- Kinesisk skulptur i ædelkoral
- Koralsmykker lavet i 1938 til dronning Farida fra Ægypten
- Koral-øreringe
- Koralvase udskåret som kvinde